# Ahmed Mostafa
Ahmed Mostafa, né le 21 octobre 1997, est un footballeur égyptien. Il évolue au poste d'ailier gauche.

## Biographie
Né en Égypte, Ahmed Mostafa fait ses débuts professionnels le 20 octobre 2016 en première division égyptienne avec le PetroJet FC, lors du match opposant son équipe à celle de l'Ittihad Alexandrie. Lors de ce match, où il est titulaire, il est remplacé à la 85e par Ahmed El Agouz.
En début d'année 2017, il participe à la Coupe d'Afrique des nations des moins de 20 ans organisée en Zambie. Lors de cette compétition, il joue deux matchs, contre le Mali et la Guinée.
La saison suivante, Mostafa est prêté à El Dakhlia SC, club évoluant également en première division égyptienne. 
Il s'engage en juin 2018 avec le club belge de La Gantoise.